# Nierówności płacowe kobiet i mężczyzn
Nierówności płacowe kobiet i mężczyzn (luka płacowa, różnice płacowe) – przeciętna różnica między wynagrodzeniem mężczyzn i kobiet, którzy są zatrudnieni. Zasadniczo kobiety otrzymują niższe wynagrodzenie niż mężczyźni. Wyróżnia się dwie miary luki płacowej: nieskorygowaną i skorygowaną. Ta druga zazwyczaj uwzględnia różnice w liczbie przepracowanych godzin, wybieranych zawodach, wykształceniu i doświadczeniu zawodowym.  
Średnia nieskorygowana luka płacowa (rozumiana jako różnica między średnią stawką godzinową brutto) dla Uni Europejskiej wyniosła w 2023 roku 12,0%, a w Polsce była nieco niższa i wyniosła 7,8%. W poszczególnych krajach UE luka płacowa wahała się o 20,0 punktów procentowych, od -0,9% w Luksemburgu do 19,0% w Łotwie. 
Przyczyny tej luki związane są z czynnikami prawnymi, społecznymi i ekonomicznymi. Wśród nich można wymienić takie kwestie jak posiadanie dzieci, urlop rodzicielski, dyskryminacja ze względu na płeć i normy płciowe. 

## Rodzaje

### Nieskorygowana luka płacowa
Nieskorygowana luka płacowa oznacza prostą różnicę w średnich zarobkach brutto pomiędzy kobietami a mężczyznami wyrażoną jako odsetek zarobków mężczyzn. Wskaźnik ten nie uwzględnia różnych sektorów zatrudnienia i różnych stanowisk, jakie zajmują kobiety i mężczyźni. Kobiety rzadziej zajmują stanowiska kierownicze i częściej pracują w nisko płatnych zawodach związanych z opieką. Tak rozumiany wskaźnik jest złożoną miarą, która uwzględnia zarówno efekty dyskryminacji („różna płaca za tą samą pracę”), jak i efekty segregacji płciowej rynku pracy i inne czynniki wpływające na różnice wynagrodzeń.

### Skorygowana luka płacowa
Luka skorygowana („unexplained gender gap”) oznacza różnicę w średnich zarobkach brutto pomiędzy kobietami i mężczyznami, po skorygowaniu jej o różnice wynikające z segregacji płciowej rynku pracy i, w niektórych wypadkach, o inne czynniki. Skorygowana luka płacowa odnosi się do różnicy w zarobkach pomiędzy kobietami i mężczyznami w tych samych sektorach, o tym samym doświadczeniu zawodowym itd.).

### Luka płacowa w cyklu życia
Odnosi się do różnicy w wynagrodzeniach, która zmienia się na przestrzeni całej kariery zawodowej pracownicy. Luka w tym rozumieniu oznacza, że wzrost wynagrodzeń kobiet w trakcie ich całej kariery jest mniej dynamiczny niż wzrost wynagrodzeń mężczyzn. Na skutek tego luka płacowa jest wyższa wśród starszych pracownic niż u młodszych. Wpływ na to zjawisko ma posiadanie i wychowanie dzieci, wpływające na mniejszą liczbę przepracowanych godzin (opieka nad dziećmi na ogół przypada kobietom – 2016, Unia Europejska). W Unii Europejskiej w 2023 mężczyźni pracowali średnio 39,8 godzin tygodniowo, a kobiety 37,8 godzin tygodniowo (zatrudnienie na pełny etat).

## Skala zjawiska
Nieskorygowana luka płacowa wynosiła średnio 12.7% w Unii Europejskiej i 4.5% w Polsce (dane za 2021 rok).
Skorygowana luka płacowa wynosi średnio 11.2% w Unii Europejskiej, 12.2% w Polsce (dane Eurostatu za 2021 rok)[wymaga weryfikacji?]. Według wykonanego dla MRPiPS badania instytutu IBS z 2015 r. uwzględniającego więcej czynników niż badanie Eurostatu skorygowana różnica mieści się natomiast w Polsce w zakresie 16–24%, i jest relatywnie wysoka na tle wyników innych krajów Europy przy użyciu tej samej metodologii. Podobne oszacowanie dla Polski uzyskały w 2014 r. Goraus i Tyrowicz, także przy użyciu innej metody korekcji. Przyczyną obserwacji, że w tym kraju nieskorygowana luka jest relatywnie niewielka, a po skorygowaniu istotnie wzrasta jest przede wszystkim to, że kobiety są w Polsce przeciętnie lepiej wykształcone od mężczyzn.
Dla Stanów Zjednoczonych nieskorygowana luka wynosiła w 2022 roku 18% (dane Pew Research Center). Skorygowana luka płacowa w badaniu Blau i Kahn wyniosła 8% w 2010 roku. Starsze analizy wykazywały skorygowaną lukę ok. 10–15% (1998 r.). Badania obserwują zmniejszanie się różnic płacowych od lat 70. XX wieku. Jednak w Stanach Zjednoczonych rozmiar luki płacowej nie uległ znaczącej zmiany od 2002 roku
Metaanaliza obejmująca ponad 260 badań z 63 krajów dla dekad 1960–1990 stwierdziła systematyczne zmniejszanie się nieskorygowanej luki z poziomu ok. 65% do ok. 30%. Zaobserwowała również globalnie zmniejszanie się skorygowanej luki w tempie ok. 0,17% rocznie.

Nierówności w wynagrodzeniach (nieskorygowane) pracowników w krajach OECD

## Czynniki ekonomiczne
Zdaniem niektórych autorów, pod wpływem rynkowej konkurencji różnice płacowe nie powinny występować, lub powinny samoistnie zanikać, ponieważ oznaczają dostępność bezpodstawnie tańszych, przy równej produktywności, pracowników. W pewnym stopniu zanikanie to jest faktycznie obserwowane, ale zachodzi ono w długim horyzoncie czasowym i może być spowalniane, jak również przyspieszane, przez kontekst gospodarczy i instytucjonalny. W szczególności wykazano, że równości płac sprzyja elastyczność form zatrudnienia i wysoka konkurencja, na przykładach branży farmaceutycznej oraz bankowej. Elastyczność form i godzin zatrudnienia jest, m.in. według badań zespołu ekonomistki Harvardu Claudii Goldin, najważniejszym czynnikiem determinującym równość szans ekonomicznych kobiet i mężczyzn, jaki pozostał relatywnie łatwy do zmiany. Inną znaczącą kwestią jest tolerancja rekruterów wobec przerw w karierze.
Ekonomiści badający lukę płacową zwracają uwagę, że z wielu powodów same mechanizmy rynkowe mogą nie być wystarczające do jej zmniejszenia. Konkurencja w wielu obszarach rynku nie jest doskonała, i nie wymusza maksymalnej optymalizacji – przeciwnie, często obserwuje się monopson pracodawców. Pracownicy mogą być niechętni do szukania nowej pracy nawet przy jawnie nierównych płacach. Zawody jakie częściej wykonują kobiety, mogą być w mniejszym stopniu uzwiązkowione. Koszty pracy w wielu branżach nie są znaczącym czynnikiem, wymagającym niezwłocznej optymalizacji, a krańcowa korzyść z tańszego lub lepszego pracownika jest również nieznaczna, zwłaszcza w stosunku do postrzeganego krańcowego ryzyka związanego ze złym pracownikiem. Niechęć do straty jest u większości ludzi silniejszą motywacją od zdobywania zysków. Dyskryminacja statystyczna, lub innego rodzaju uprzedzenia systemowe, nie muszą podlegać ekonomicznej korekcie, nawet w warunkach konkurencji doskonałej. Jest to przykład zawodności rynku wynikającej z asymetrii informacji. Ludzie jako podmioty rynkowe optymalizują głównie te wskaźniki, na które zwracają świadomą uwagę.
Część luki płacowej można wyjaśnić większą podażą pracowników w branżach, do których kandydują zarówno kobiety, jak i mężczyźni. Większość luki płacowej wynika jednak z różnic wewnątrz, a nie pomiędzy zawodami i branżami.

## Czynniki społeczne, kulturowe i psychologiczne
Wiele badań i analiz wskazuje na udział świadomych i nieświadomych uprzedzeń w determinowaniu ekonomicznych nierówności płciowych. Badania eksperymentalne wykazały, że kobiety są rzadziej rekrutowane, surowiej oceniane, i proponuje się im gorsze warunki, np. w eksperymentach obejmujących nabór do restauracji, lub instytucji akademickich. Według głośnej analizy Claudii Goldin, wraz z wprowadzeniem kurtyn maskujących tożsamość i płeć kandydatów na przesłuchaniach przy rekrutacji do orkiestr muzycznych, liczba przyjmowanych kobiet wzrosła o 25–46%. Kobiety są według wielu badań systematycznie surowiej oceniane jako pracowniczki, czy kandydatki do awansu bądź zatrudnienia. Według jednego badania, efekt ten zanika jednak lub zmienia kierunek, jeśli oceniający CV uczestnicy badania nie muszą samodzielnie oceniać osoby kandydujące, ponieważ otrzymują jednoznaczną zewnętrzną informację o ocenie ich zdolności. W psychologii społecznej opisane i zbadane jest ponadto zjawisko zagrożenia stereotypem. Osoby należące do dyskryminowanej grupy, gdy wzbudzi się w ich świadomości negatywny stereotyp, znacząco obniżają poziom wykonywania różnego rodzaju zadań, na zasadzie samospełniającej się przepowiedni.
Wykazano również eksperymentalnie istnienie zjawiska „kary za macierzyństwo” (ang. motherhood penalty), przeciwstawianej „bonusowi ojcowskiemu” lub „małżeńskiemu” (ang. fatherhood/marriage bonus). W ramach tych zjawisk, punktem który szczególnie determinuje ekonomiczne nierówności płciowe, jest założenie rodziny. Kobiety, niezależnie od faktycznego zaangażowania w kontynuowanie kariery, są od momentu założenia rodziny traktowane na rynku pracy gorzej, a mężczyźni lepiej. Zaobserwowano to w eksperymentach oraz analizach longitudinalnych. Co istotne, w przeglądzie danych z 25 krajów ustalono, że kobiety wykonują średnio tyle samo lub więcej pracy dziennie, co mężczyźni, jeśli uwzględnić prace domowe. Badanie na studentach daje ponadto przesłanki dla tezy, że pracujące matki są znacząco bardziej surowo oceniane niż pozostałe kobiety. Luka płacowa rośnie statystycznie wraz z liczbą dzieci, oraz wiekiem. Obserwowane zjawisko rosnących z wiekiem nierówności nazywa się czasami, zależnie od aspektu, szklanym sufitem, lub lepką podłogą.
Według koncepcji dyskryminacji statystycznej, postawa dyskryminująca może być częściowo przejawem mającej pewne uzasadnienia heurystyki poznawczej pracodawców – uproszczonym rozumowaniem, które wyraża uogólnione doświadczenia i oczekiwania wobec różnych grup społecznych. W praktyce trafność tych heurystyk może być zawodna. Przykładem tego typu systemowej dyskryminacji jest zaobserwowana w analizie Goldin historia zmian zależności pomiędzy wysokością płac i proporcją zatrudnienia kobiet w różnych branżach („dewaluacji” zawodu wraz ze wzrostem udziałem kobiet).
Istotnym czynnikiem u podłoża różnicy płac jest też mniejsza przeciętna agresywność kobiet w negocjacjach wynagrodzenia i innych warunków zatrudnienia, oraz niższe oczekiwania płacowe. W analizie danych z Portugalii czynnik ten wyjaśnia 3 punkty procentowe różnicy płac.
Nauki społeczne badają także wrodzone różnice poznawcze pomiędzy płciami. Według przeglądów badań, różnice takie mogą być prawdopodobnie niewielkie i obarczone dużą wariancją wewnątrzgrupową, i mogą być w znacznej mierze stereotypem kulturowym. W niektórych obszarach obserwuje się jednak pewne systematyczne różnice, na przykład odnośnie do części cech osobowości.
Czynnikiem który również może mieć wpływ na lukę płacową są indywidualne różnice odnośnie do świadomych i pożądanych decyzji życiowych, edukacyjnych i zawodowych. Różnice płacowe występują także w krajach uważanych za relatywnie najbardziej egalitarne, takie jak Dania, co niektórzy komentatorzy przypisują częstszemu dobrowolnemu nastawieniu kobiet na życie rodzinne, przeciwstawione produktywności zawodowej.

## Prognozy i propozycje rozwiązań
Wśród metod walki z nierównościami płacowymi wymienia się:
- promowanie asertywności negocjacyjnej wśród kobiet[59][69],
- udostępnianie bardziej elastycznych form i godzin pracy[22][23],
- zwalczanie stereotypów[58] i przeciwdziałanie zagrożeniu stereotypami[66],
- stosowanie transparentnych i obiektywnych kryteriów oceny kandydatów do pracy i pracowników[47], oraz
- większe wsparcie instytucjonalne dla urlopów ojcowskich jako równoważnych macierzyńskim[70]. Co znaczące, nadmierne rozwijanie urlopów macierzyńskich według niektórych analiz może nie być korzystne ani dla powodzenia rodzinnego, ani zawodowego[71][72][73].

Badania wskazują na to, że z postępem czasu i zmian społecznych rozmiar nierówności płacowych kobiet i mężczyzn stopniowo maleje w skali globu.